# Place Saint-Léger
La place Saint-Léger est une artère piétonne historique située en France sur la commune de Chambéry dans le département de la Savoie en région Auvergne-Rhône-Alpes.
Autrefois constituée de deux quais le long d'un canal de l'Albanne sur lequel était bâtie l’église Saint-Léger, détruite au XVIIIe siècle, la place Saint-Léger actuelle demeure depuis sa création la principale traversée piétonne du centre ancien de Chambéry.

## Situation et accès

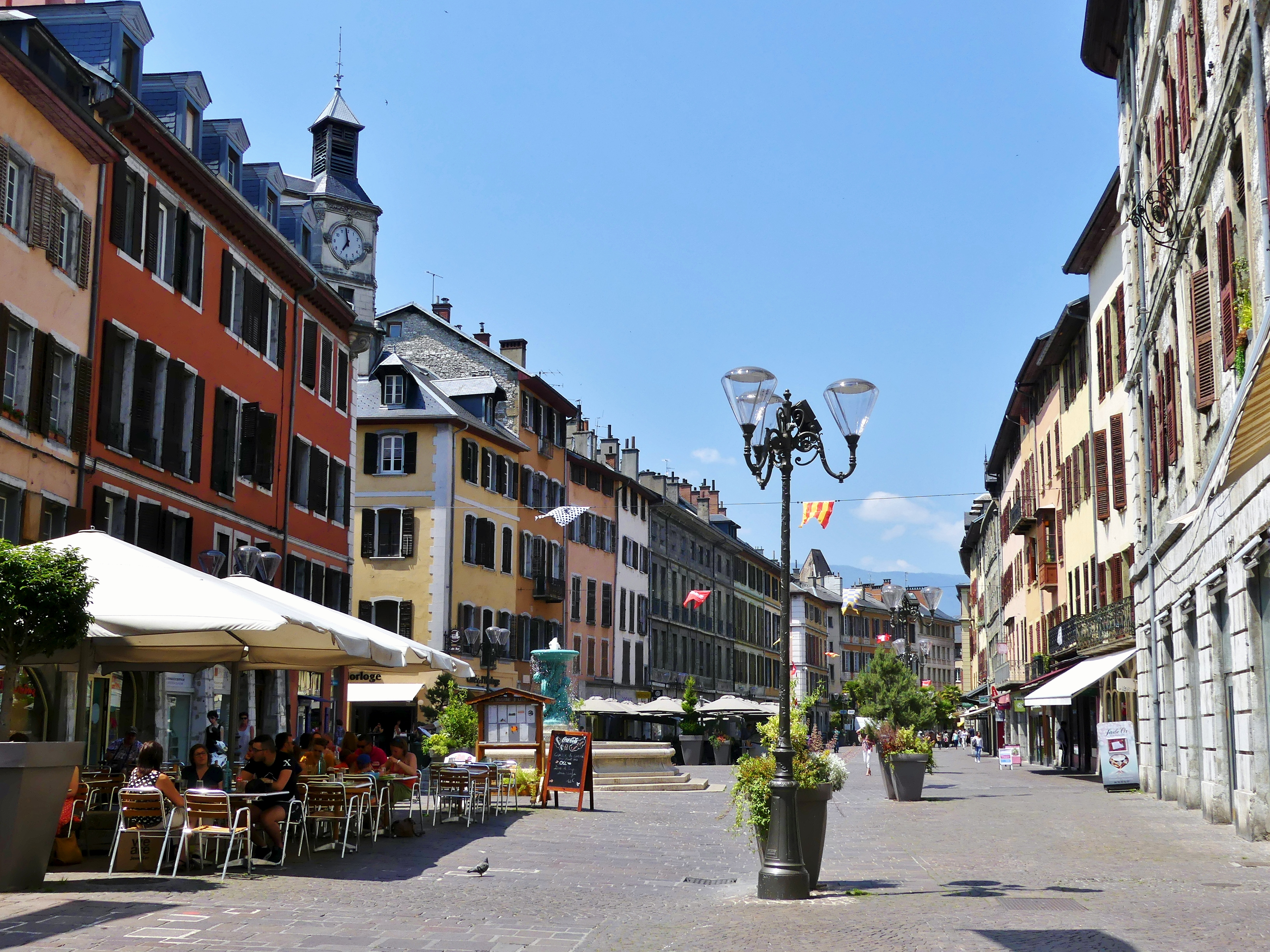
La place Saint-Léger en 2017.

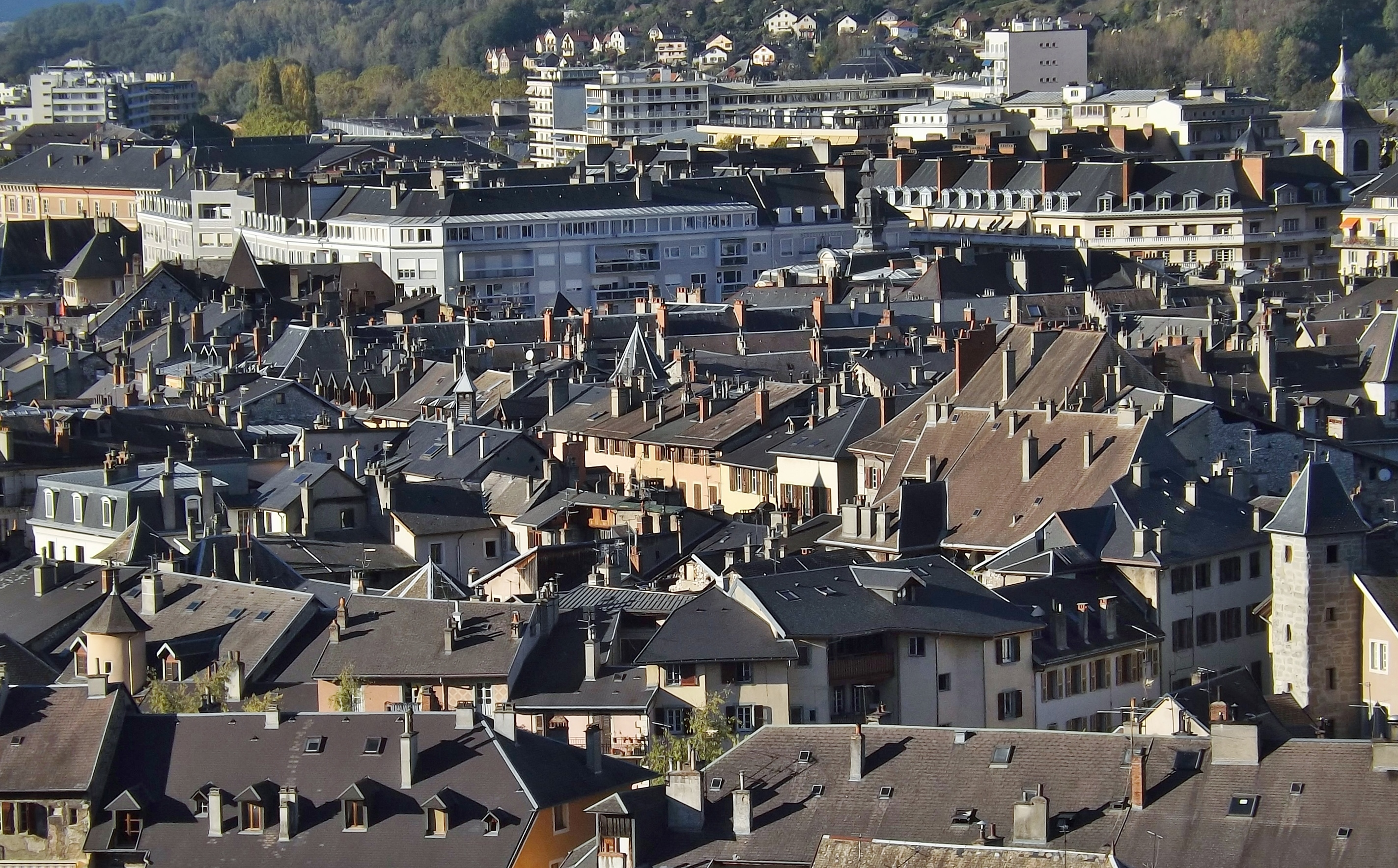
La place se situe au cœur du centre ancien.

La place Saint-Léger constitue aujourd'hui la principale traversée piétonne du centre-ville de Chambéry. Bien que dénommée « place » pour des raisons historiques (ancienne place dite « des Marchands » puis « Saint-Léger » sur le parvis de l’église éponyme aujourd'hui disparue), la physionomie de l'artère actuelle est néanmoins plus proche de celle d'une large rue oblongue, relativement rectiligne malgré une légère courbure.
Longue d'environ 250 mètres, la place s'étend sur un axe s'étirant du nord-ouest (près de l'hôtel de ville et des halles) au sud-est (près du Carré Curial). Sa largeur est variable et moins importante à ses extrémités qu'en son centre où elle approche les 25 mètres de large entre les rues Porte-Reine et Métropole. Les façades des immeubles qui l'entourent, bien que parfaitement alignées entre elles, ne sont néanmoins pas uniformes dans leurs styles ou leurs couleurs, même si beaucoup ont en commun d'être très colorées.
Comme la plupart des rues piétonnes à Chambéry et au-delà en France, la place Saint-Léger est entièrement pavée depuis la piétonnisation décidée durant les années 1970. Certaines parties de la place peuvent par ailleurs être utilisées en tant que terrasses au devant des cafés qui y sont situés. L'ensemble de la place est autrement constitué de commerces.
La place Saint-Léger dispose enfin, comme d'autres rues du centre, de pavoisements aux armes de l’ancien duché de Savoie et de ses provinces historiques.

## Historique

### Première installation
Comme l’ensemble du territoire de la commune de Chambéry situé en plaine, l'emplacement de la place Saint-Léger est constitué de marais et de multiples bras de la rivière Albanne, ce pourquoi les premiers habitants s'installent sur les hauteurs de la colline de Lémenc. Leur assèchement progressif permet, durant le Moyen Âge, d'atteindre les coteaux de la colline de Montjay et d'y faire bâtir le nouveau château des seigneurs de Chambéry. C'est au pied de celui-ci que s'installe la nouvelle ville dite de Chambéry-le-Jeune, grâce à un drainage progressif des zones marécageuses, des constructions sur pilotis et l'installation de plusieurs moulins alimentés par les bras de l’Albanne canalisés coulant dans les quartiers.
La place Saint-Léger actuelle fait partie de cette ville nouvelle, dont elle devient déjà la principale artère à quelques mètres à l'est du château. Elle comprend l’un des bras de l'Albanne, aménagé en un canal appelé « Grand Canal », qui coupe la place sur toute sa longueur et qui la divise en deux rues appelées au XIVe siècle Grand'Rue (Magna Carreria) à droite et Rue de la Grenaterie (Carreria Granateriæ) à gauche, rues alors reliées par plusieurs petits ponts. Entre les deux rues existait par ailleurs l’unique place de la ville, dite place des Marchands (Platea Mercatorum), située devant l'église entre les deux quais en surplomb de l’Albanne.

### Place et église Saint-Léger
Cette église, indiquée comme l’église paroissiale Saint-Léger, est bâtie à une époque indéterminée. Jean-Louis Grillet estime sa construction consécutive au martyre de l'évêque Léger d'Autun au VIIe siècle, Alexis de Jussieu avance pour sa part que l’église a dû être construite avec la ville après l'édification du château à partir du XIe siècle, et Timoléon Chapperon indique dans la même idée qu'une telle église ne peut avoir été bâtie hors de l’enceinte de la ville, ville dont la présence n’est pas attestée avant l'arrivée du château à Montjay. Dans tous les cas, Jussieu indique par ailleurs que la paroissiale de Saint-Léger est déjà mentionnée dans le pouillé du diocèse en 1110.
D'une longueur d'environ 16 toises, soit une trentaine de mètres, l'église est orientée vers le couchant comme la plupart des églises au Moyen Âge, et son clocher haut de 35 mètres est situé à droite de la porte d'entrée. C'est dans ce clocher que se tenaient les guetteurs de la ville dont le rôle était d'assurer sa sûreté en prévenant des différents dangers, y compris des incendies,. L'église connait également une période durant laquelle un passage traversant est organisé de manière à relier directement les deux rues sans en faire le tour, un passage que Fodéré décrit ainsi en 1619 : « Le peuple fait un passage commun dans cette église pour pouvoir aller et venir d'une rue à l’autre, de sorte, que (...) toutes sortes de personnes indifféremment, y font un chemin public, passant et repassant, avec toutes sortes de denrées, et (...) que nonobstant qu'on célèbre la Messe (...) le peuple passe et repasse (...) ».
Autour de l'église se trouvent des « cabornes », soit des petites cahutes commerçantes en bois situées au pied des immeubles le long de la place et dont la dénomination ne se retrouve qu'à Chambéry. Grillet indique que le souverain Amédée VIII de Savoie, par lettres patentes de 1409, décide de la démolition des cabornes qui se trouvent derrière l'église Saint-Léger. Toutefois, près de deux siècles plus tard, l'arrêt du 4 mars 1569 du souverain Sénat de Savoie décrète la couverture du canal de l'Albanne, ce qui permet de dégager de la place pour replacer des cabornes. Cet arrêt est également à l'origine de l'installation des piliers et des toits sur ces boutiques, créant ce que l’on appelle alors la rue Couverte.
L'église Saint-Léger subit de nombreuses transformations durant les siècles, par exemple en 1339 lorsqu'il faut en refaire la toiture, en 1347 avec la reconstitution de son portail, ou lors de sa reconstruction partielle à la suite d'un incendie en 1650. Il a même été plusieurs fois émis la demande de la démolir, comme en 1550 auprès du roi de France Henri II (qui occupait alors Chambéry), ou en août 1567 auprès d'Emmanuel-Philibert de Savoie, sans que ces demandes ne soient jamais suivies d'effet. C'est finalement par sentence du 7 juin 1760 que décision est prise d'interdire l’église en vue de sa démolition, principalement du fait que celle-ci menace trop gravement de s'effondrer.

### De la Révolution à nos jours
À la suite de Révolution française et du premier rattachement de la Savoie à la France de 1792, la place Saint-Léger devient la place de la Liberté. Le corps de garde qui s'y trouve est démonté et remplacé par un arbre de la liberté surmonté d'un bonnet phrygien, devant lequel sont ensuite brûlés les armoiries et les tableaux de la Maison commune.
La place retrouve son nom d'origine et revient au royaume de Sardaigne de 1815 à 1860. En 1816, Aubin-Louis Millin relate son voyage en Savoie et dit de la place que « les boutiques sont assez nombreuses, surtout dans la rue Couverte, qui ressemble à la galerie vitrée du Palais-Royal. C'est le rendez-vous des oisifs. ». Il ajoute néanmoins qu'« on devrait abattre les cabornes qui sont aux extrémités, parce qu'elles empêchent l'air de circuler librement ». Un sentiment déjà partagé à la fin du XVIIIe siècle où l'on considère même les cabornes insalubres, sans compter le fait qu'elles occupent une place très importante sur la place, ce qui provoque du fait de la foule et des charrettes, beaucoup d'encombrements. Ce pourquoi, concomitamment à la percée de la rue de Boigne (1824-1830) à travers la place, les « cabornes » et les toitures de la rue Couverte sont définitivement démolies en 1826.

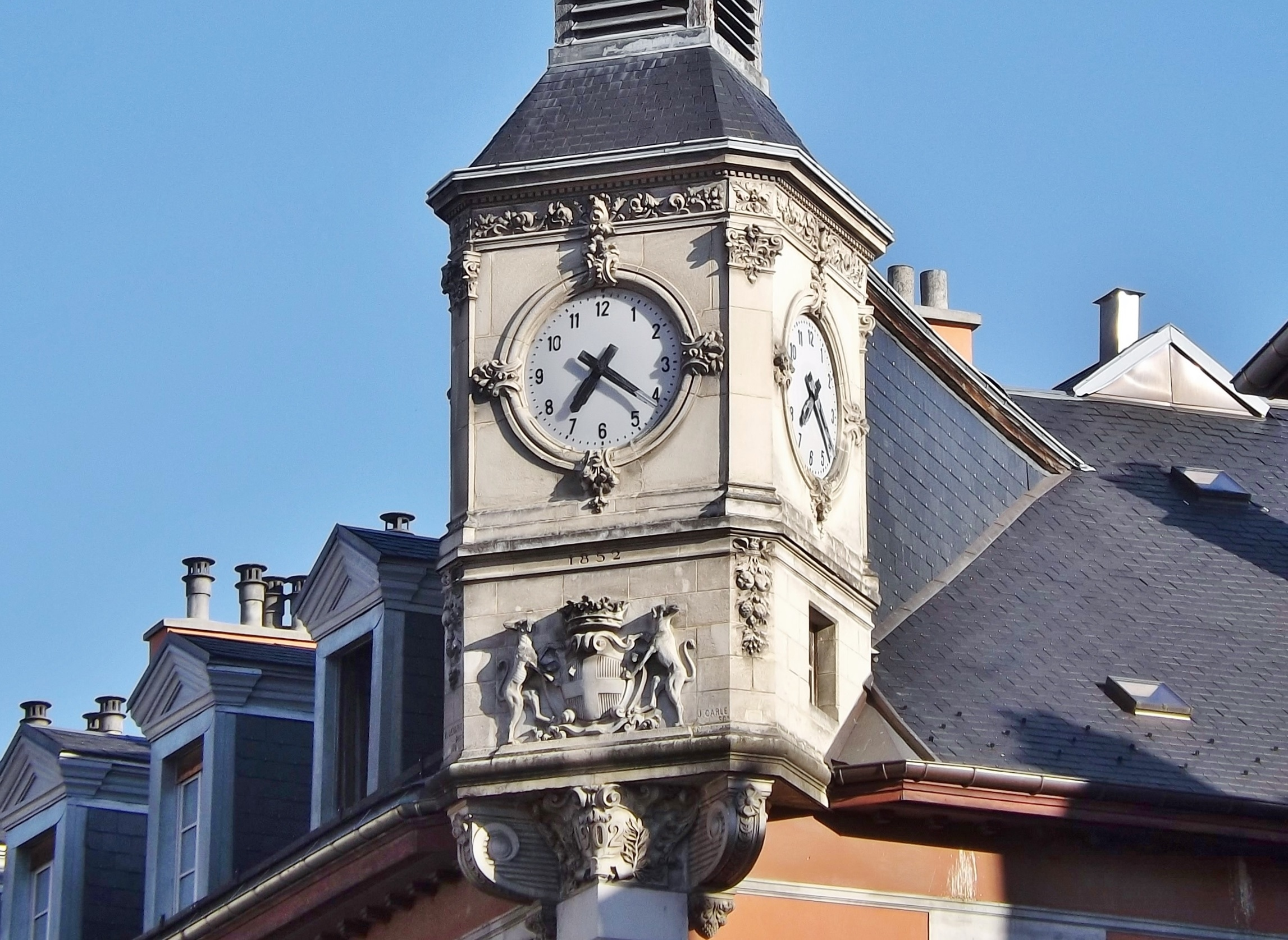
Tour de l’horloge recomposée en 1902.

En 1897, alors que la Savoie est française depuis 37 ans, un incendie survient sur la place Saint-Léger à proximité de l’horloge. À l’occasion des travaux de reconstruction, décision est prise d'ouvrir une nouvelle rue et une place attenante, baptisées toutes deux « Porte-Reine » en mémoire de l’ancienne porte percée en 1737 pour le mariage de Charles-Emmanuel III et d'Élisabeth-Thérèse de Lorraine. Les travaux débutent après 1900 et s'étalent sur près de 10 ans, en grande partie selon les plans de l’architecte Victor Dénarié qui se charge également de reconstituer le beffroi de l’horloge en 1902 avec l’aide de Jean Carle pour les sculptures, en particulier celle des armoiries de Chambéry situées sous l'horloge faisant face à la place.
La place Saint-Léger est relativement épargnée par le bombardement du 26 mai 1944 du fait de sa distance suffisante avec la gare de Chambéry qui était visée, et ne nécessite donc pas de reconstructions d'envergure. Le secteur sauvegardé de Chambéry dans lequel la place s'inscrit est créé en 1969, une création suivie à partir de 1975 de grands travaux de mise en valeur et de piétonnisation du centre ancien. C'est au cours de ces travaux que les façades de la place sont recouvertes de peintures et d'enduits aux couleurs chaudes, une polychromie choisie à la fois pour des raisons de mise en valeur des différentes architectures des immeubles, mais également « pour accuser l’intérêt exceptionnel et rare de la forme oblongue de cette place » selon l'architecte des bâtiments de France de l’époque, Edmond Brocard. C'est également à l'occasion de ces travaux que sont réalisés les peintures en trompe-l'œil de la cour de l’Horloge.
Depuis décembre 2014, la place Saint-Léger accueille le marché de Noël de Chambéry, auparavant installé boulevard du théâtre près de la fontaine des éléphants.

## Bâtiments remarquables et lieux de mémoire
En tant que principale artère historique de la ville de Chambéry, la place Saint-Léger conserve un certain nombre de lieux et de monuments alentour comportant des intérêts historiques et/ou architecturaux.
À ce titre, la place fait à la fois partie des 19 hectares de secteur sauvegardé du centre ancien de la ville, ainsi que des 260 hectares de la Zone de protection du patrimoine architectural, urbain et paysager (ZPPAUP) couvrant également les premières pentes proches du centre, aussi bien au nord (colline de Lémenc) qu'au sud (les Charmettes).

### Lieux

#### Allées

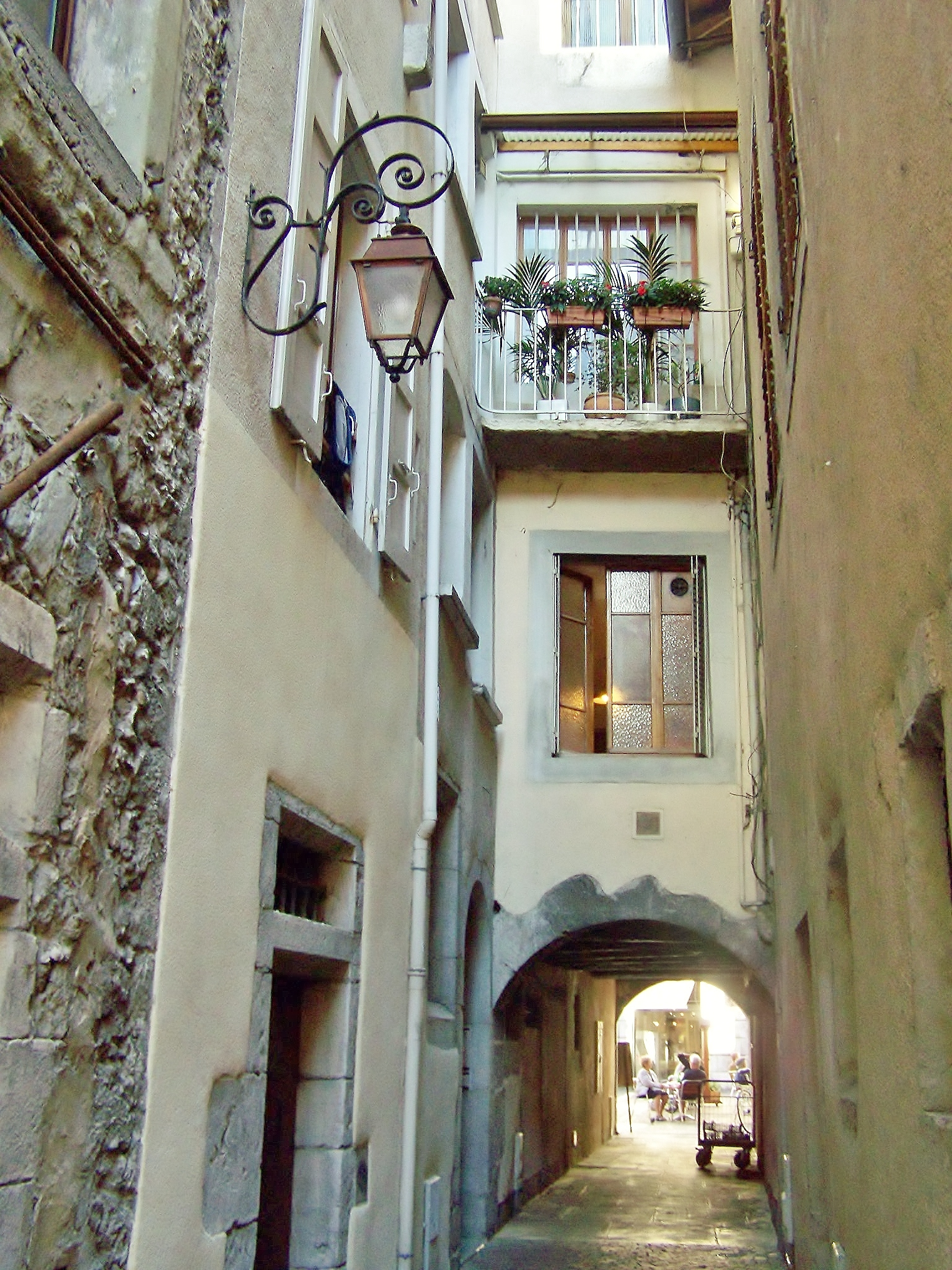
Allée vers la cour de l'Horloge.

Parmi les curiosités observables sur la place Saint-Léger figurent en particulier les « allées » perpendiculaires à la place. Une quinzaine de ces allées permettent ainsi de desservir les diverses entrées des immeubles très profonds qui cernent la place, ou de rejoindre pour certaines d'autres rues de la ville. La profondeur des bâtiments qui a conduit au percement de ces longues allées devait compenser la faible largeur des façades sur la place décidée lors de leur construction, vraisemblablement en raison des taxes dues au titre du droit de toisage à partir du XIVe siècle, une taxe par ailleurs particulièrement lourde à Chambéry. Certaines de ces allées débouchent également sur des cours intérieures centrales.
Ces allées couvertes se présentent comme des tunnels traversant l'immeuble jusqu'à une cour intérieure ou une autre rue, leur largeur allant de un à quatre mètres et leur longueur pouvant atteindre plusieurs dizaines de mètres. Certaines sont ouvertes sur la rue tandis que d'autres ont une porte pouvant être confondue avec une entrée du bâtiment mais derrière laquelle se trouve un passage. Lorsqu'elles étaient toutes accessibles, les habitants pouvaient déambuler dans le quartier en tous sens, grâce à la succession des traboules, plus vite que par les rues, l'inconvénient étant leur obscurité, souvent totale pour les plus longues. Les traboules sont toutes éclairées depuis la restauration en couleur des façades à partir de 1975 à la suite de la piétonisation de la Place Saint-Léger. Un certain nombre d'entre elles sont toutefois fermées au public car privatisées depuis les années 1980, en particulier toutes celles qui disposaient de portes.
Entre deux de ces allées, l'allée de Boigne et l'allée Henry Planche, se trouve la porte de Celse Morin, datée du XVIe siècle. Enfin la cour de l'Horloge, accessible par deux allées parallèles, comporte des peintures en trompe-l'œil représentant notamment des loggias de bois avec des personnages visibles aux balcons.

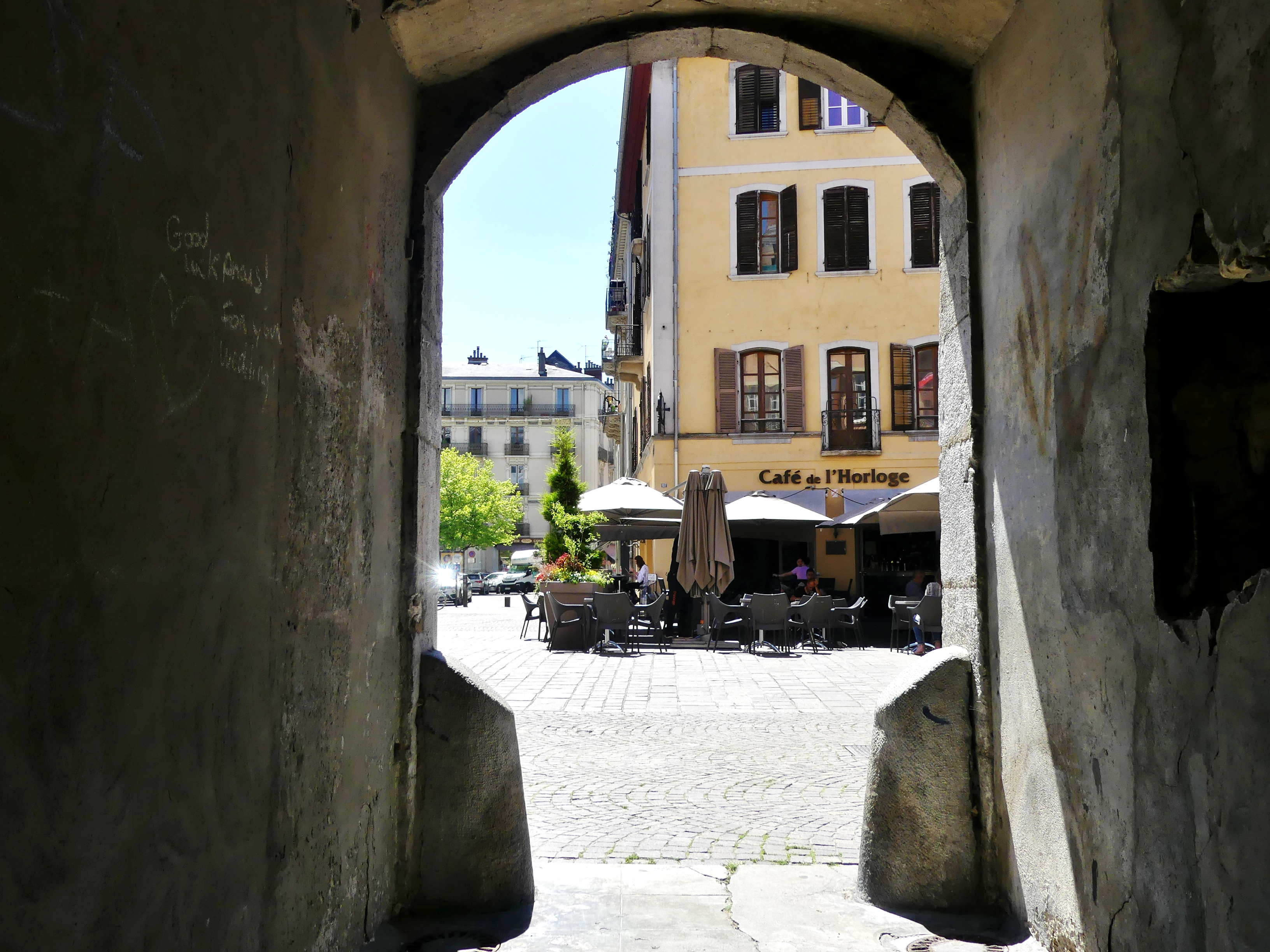
Allée donnant sur la place.
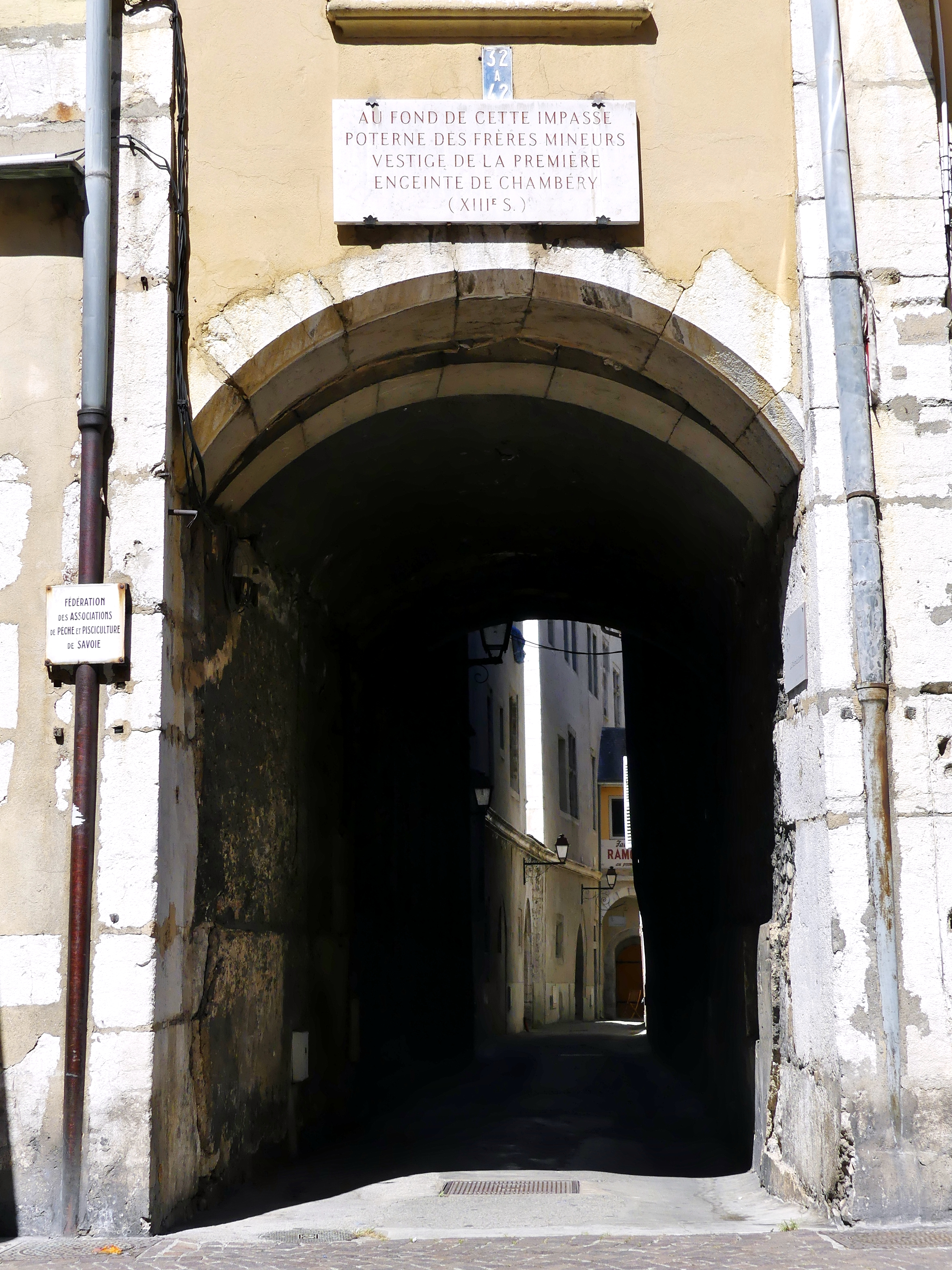
Allée des Frères Mineurs.
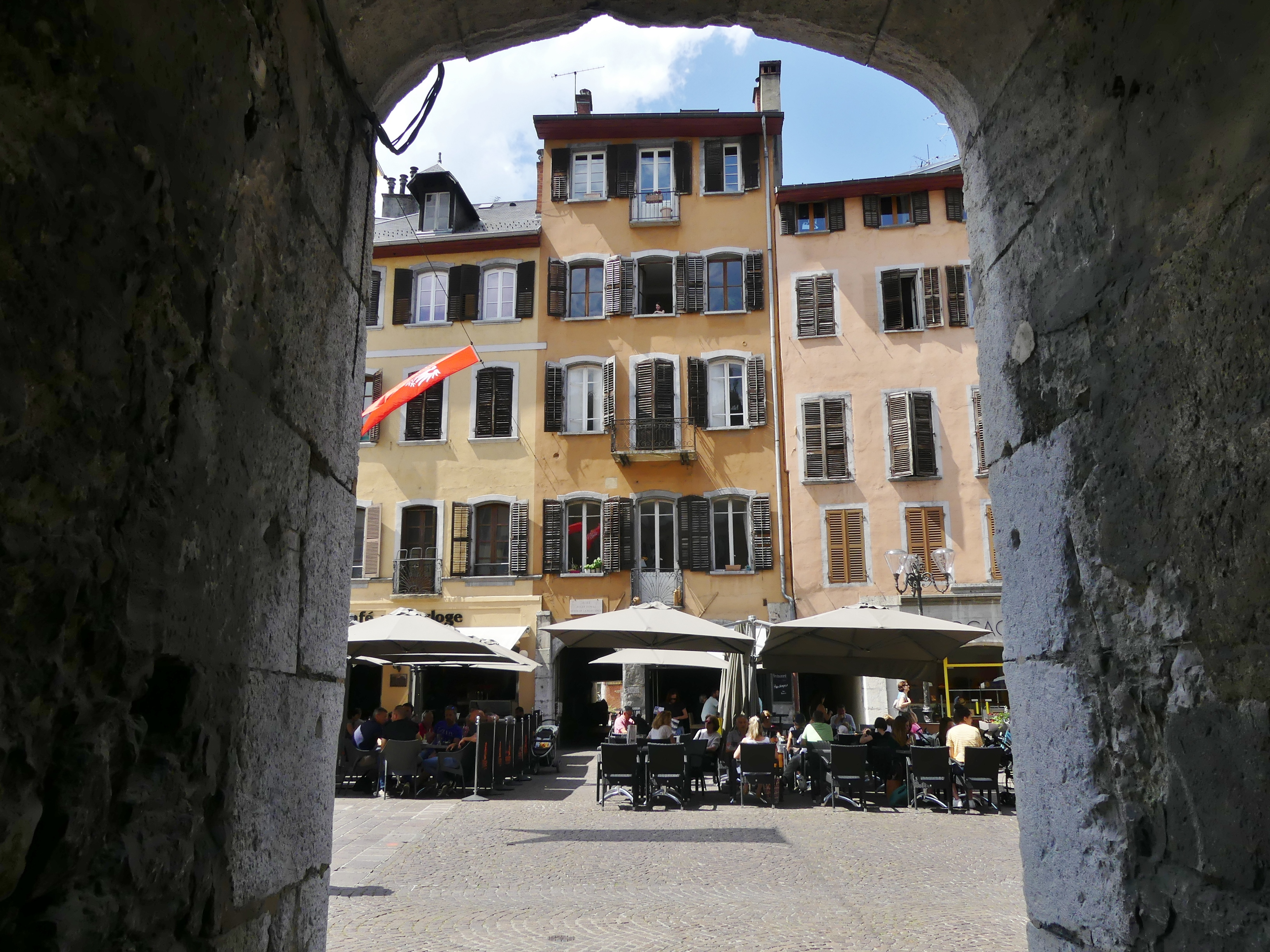
Allée Jean-Jacques Rouseau.
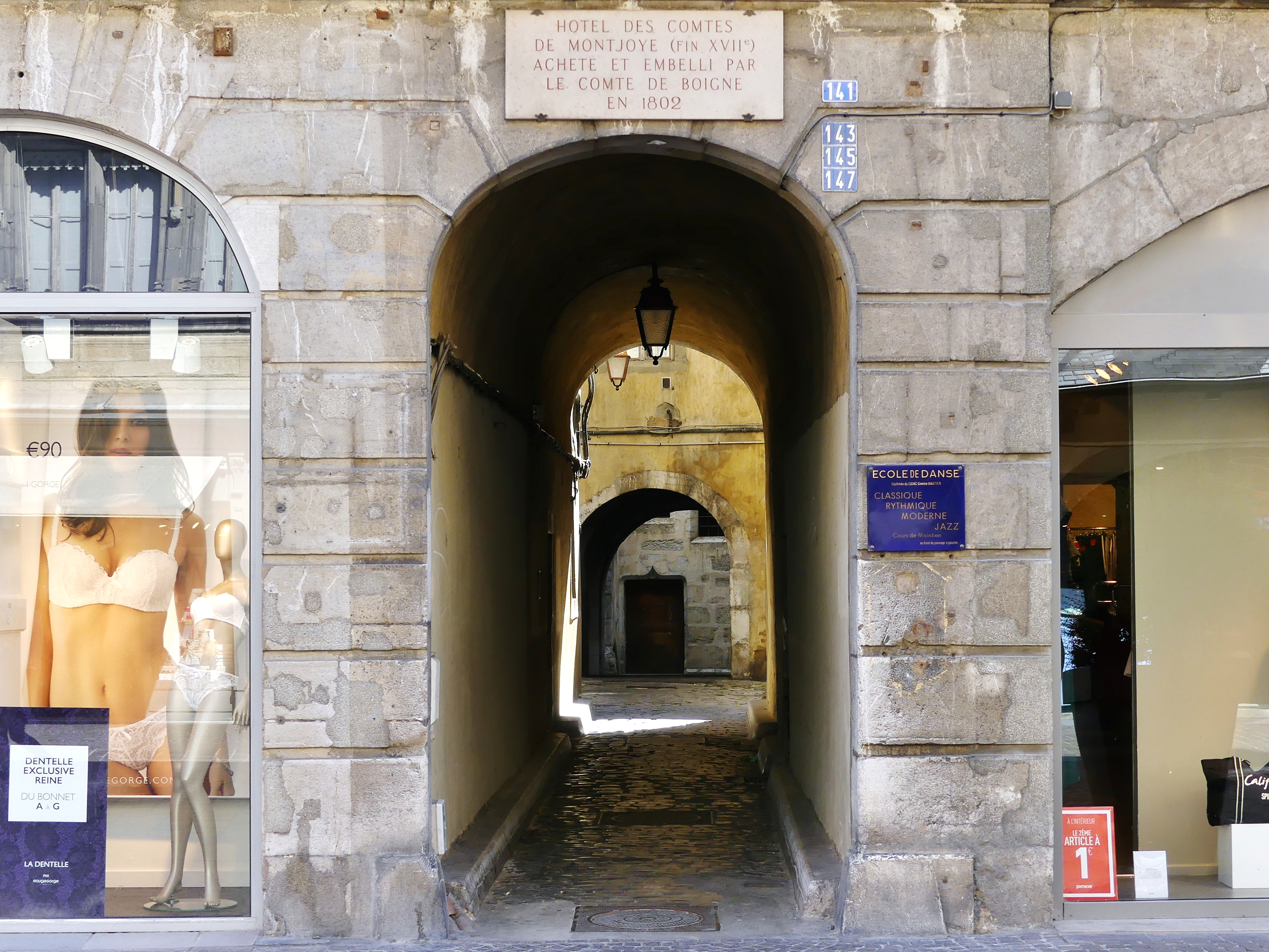
Allée de l'Hôtel de Montjoie.
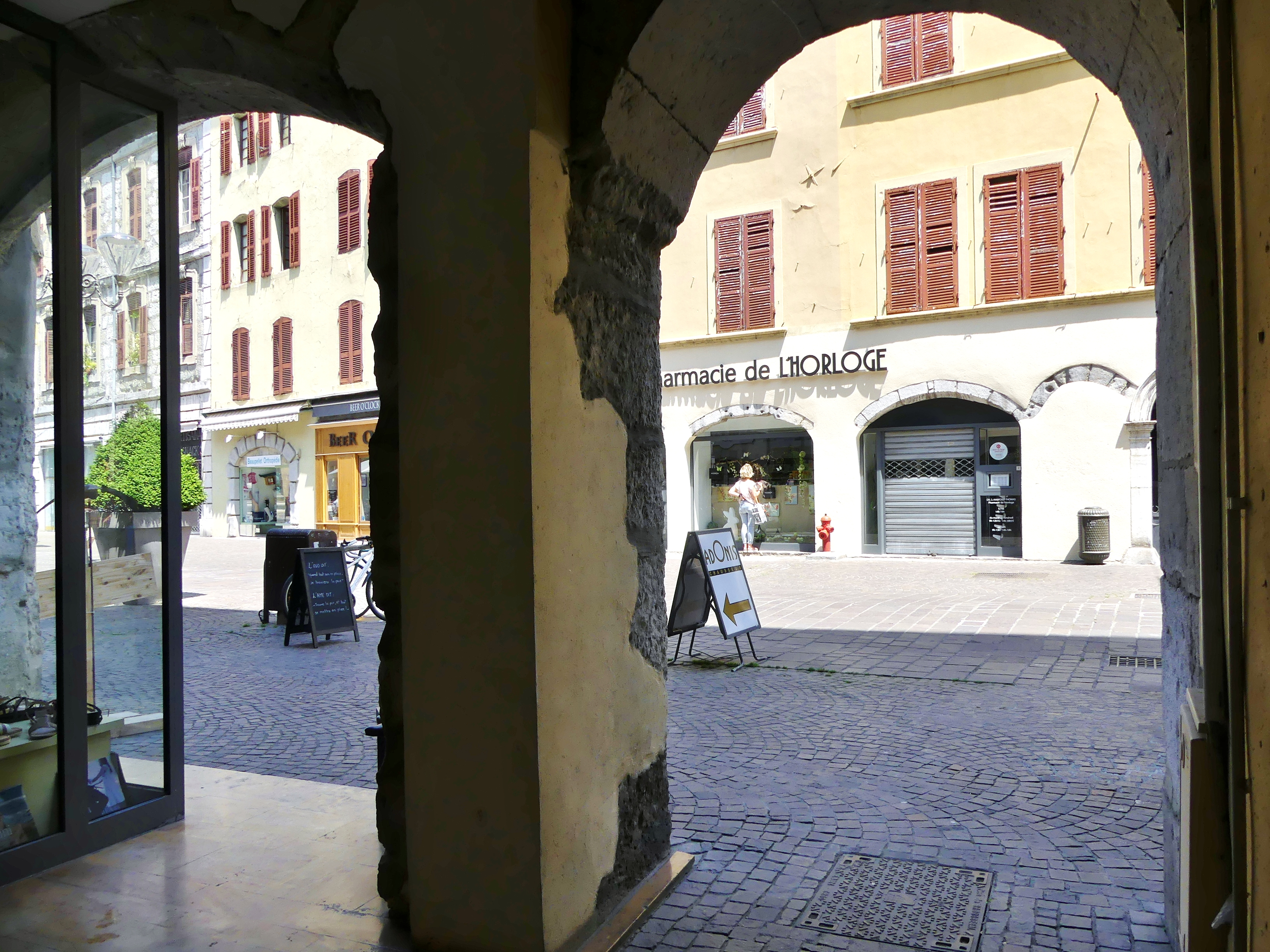
Double sortie d'une allée.

#### Rues

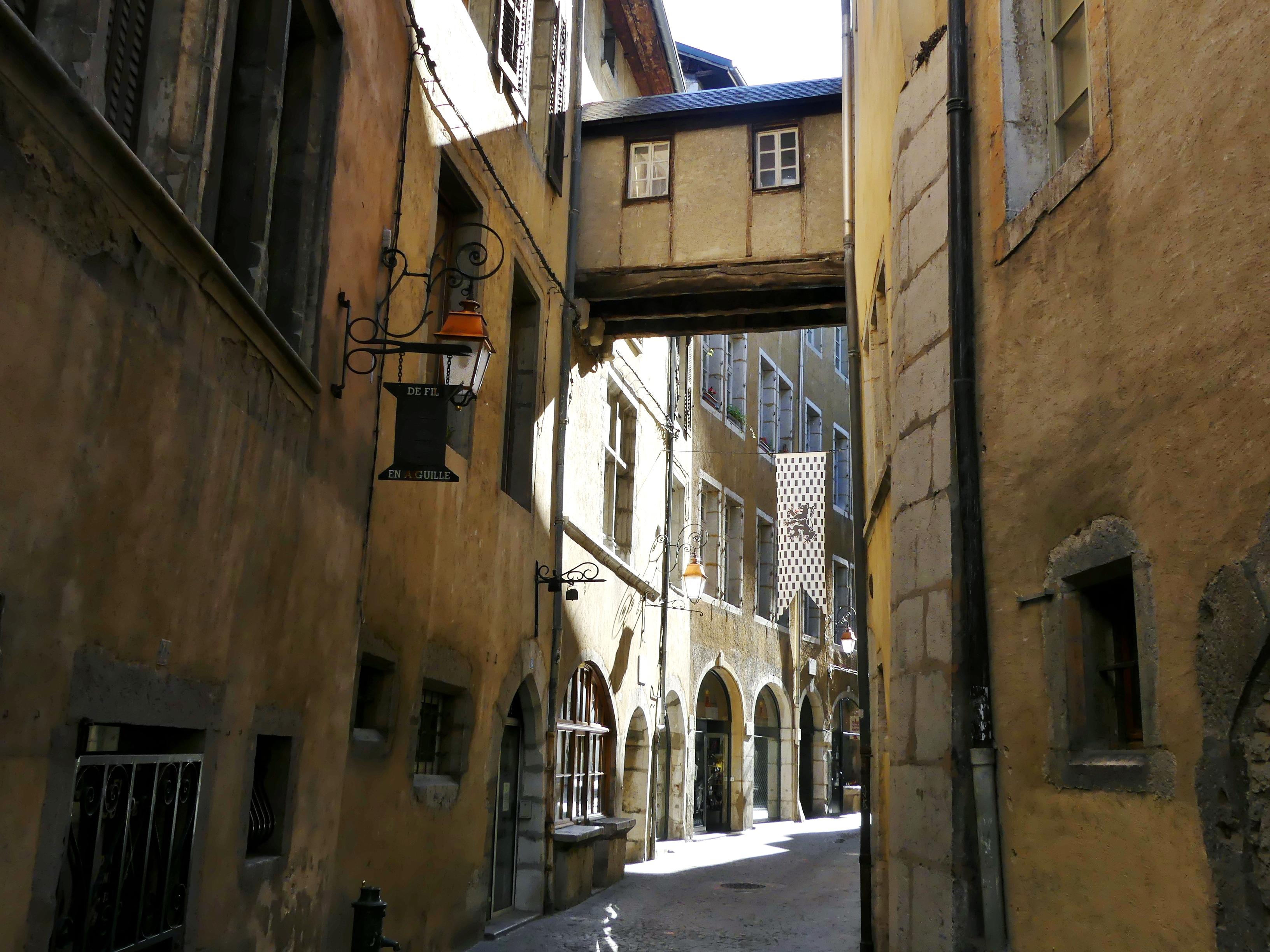
Pont abrité de la rue Basse-du-Château.

Autour de la place Saint-Léger se trouvent également des rues historiques de Chambéry. La première d'entre elles, la rue de Boigne, traverse la place de part en part sur l’axe s'étirant du château à la fontaine des éléphants. Le percement de cette rue est pensé et financé par le général Benoît de Boigne et se déroule de 1824 à 1830. La particularité de cette nouvelle artère est la présence de part et d'autre de la voie, de portiques à la turinoise sous lesquels s'installent familles de notables, commerces de luxe ou salons de thé.
Non loin de la rue de Boigne se trouve la rue Basse-du-Château, principal accès au château dès sa construction et restée très fréquentée jusqu'à la réalisation de la rue de Boigne en 1830. Rue à la fois étroite et sinueuse, elle est celle qui conserve le plus d'évocations de la vie médiévale de la ville. L'une de ses principales caractéristiques est la présence du dernier « pont abrité » en bois qui permettait de relier deux immeubles en passant au-dessus de la rue. La rue débute au nord-ouest de la place Saint-Léger et débouche au pied du château.
Enfin les rues situées aux extrémités de la place, que sont les rues Juiverie, du Sénat et de Lans au nord, et la rue Croix-d'Or au sud, sont également des rues historiques de la ville.

### Monuments

#### Monuments historiques

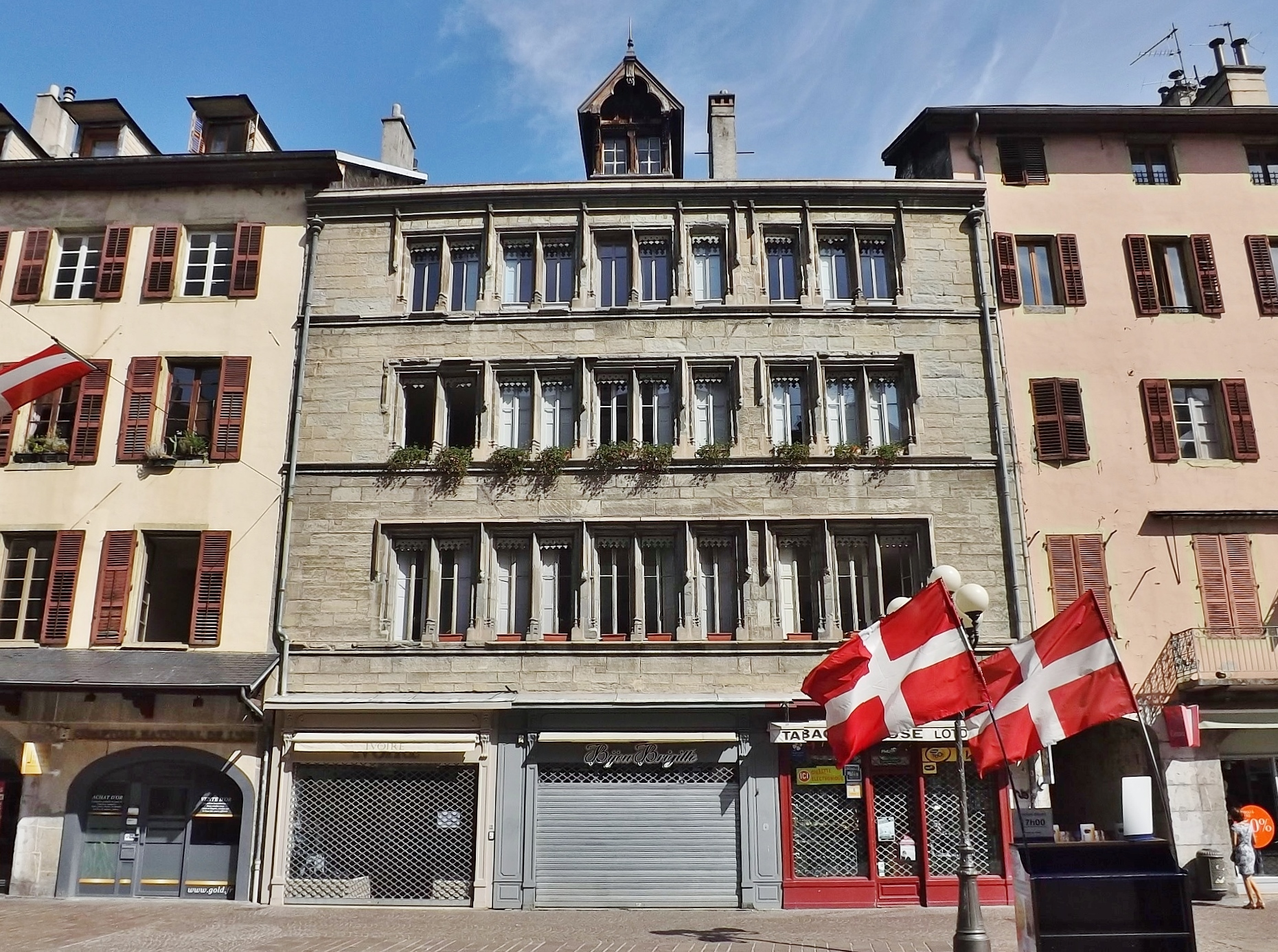
L'hôtel Dieulefis, face à celui de Montjoie.

La place Saint-Léger compte aujourd'hui trois monuments historiques que sont trois hôtels particuliers : l'hôte Dieulefis, l'hôtel de Montjoie et l’hôtel du Bourget.
L'hôtel Dieulefis, à l’origine sis aux 64-66 de la place Saint-Léger et anciennement dénommé hôtel de Mellarède, remonte à la fin du XVe siècle et au début du XVIe siècle et fait l’objet d'une inscription partielle au titre des monuments historiques depuis le 27 février 1946. Il possède un décor sculpté et une lucarne, et la protection concerne la façade et la toiture.
L'hôtel des comtes de Montjoie (famille Anselme de Montjoye), plus communément appelé Hôtel de Montjoie, date de la seconde moitié du XVIIe siècle et fait l'objet d'un classement au titre des monuments historiques depuis le 28 décembre 1984. Sa façade principale, qui donne sur la place Saint-Léger à proximité de la rue de Boigne, fait partie des éléments concernés par le classement, à laquelle s'ajoutent la rampe et la cage d'escalier et les trois salons du deuxième étage.
L'hôtel Chollet du Bourget (famille Chollet du Bourget), plus communément appelé Hôtel du Bourget, est construit en 1773 et fait l’objet d'une inscription partielle au titre des monuments historiques depuis le 31 juillet 1989. Sa façade, qui donne sur la place Saint-Léger face à l'ancienne porte Reine, fait partie des éléments inscrits avec la toiture, le portail donnant sur la rue et l’escalier et sa cage lui faisant suite à l’intérieur. La façade, bien ensoleillée été comme hiver, comporte par ailleurs une méridienne du temps moyen.

#### Autres

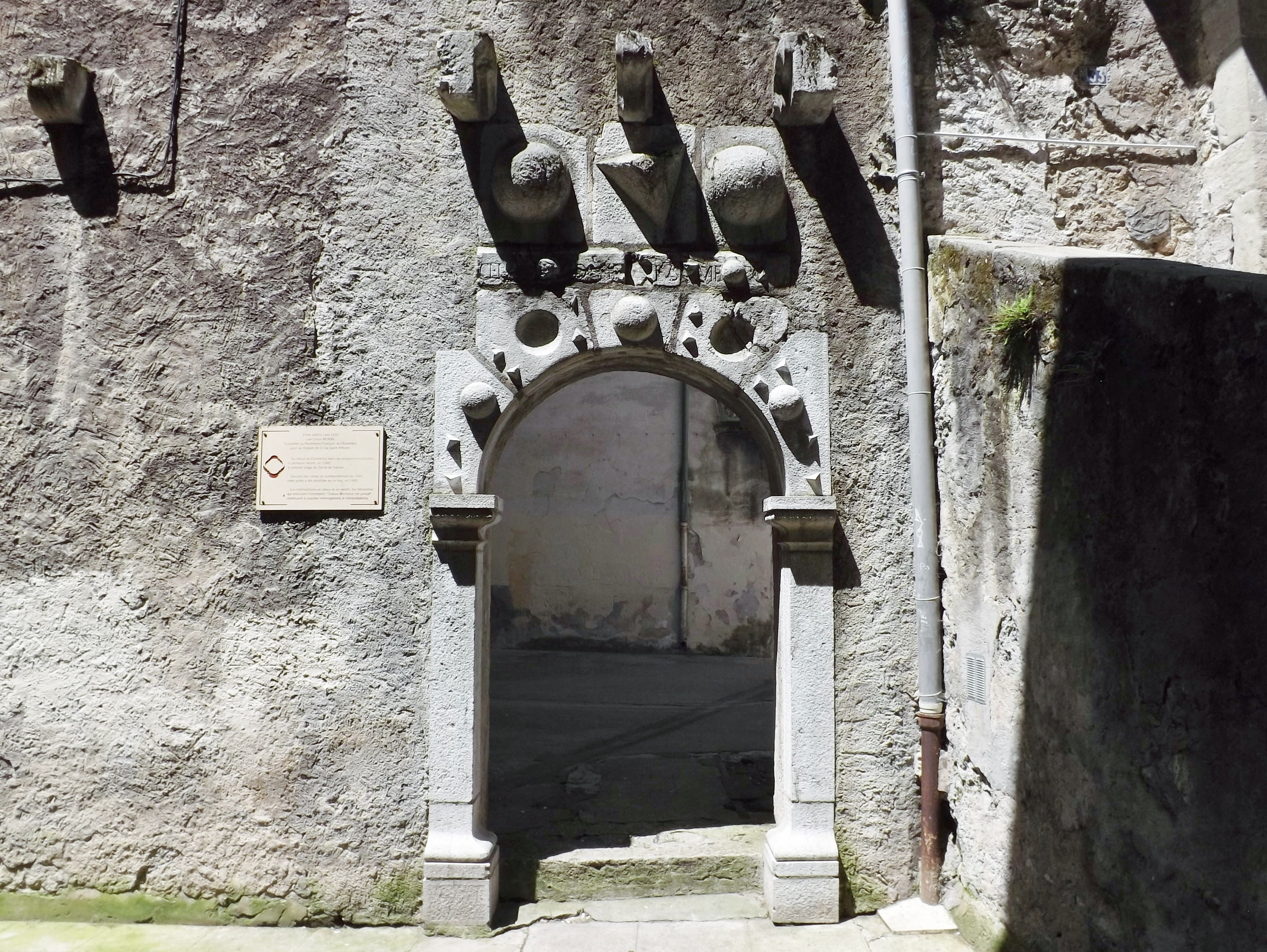
La porte de Celse Morin, dans les allées.

La place Saint-Léger compte d'autres hôtels particuliers, non protégés au titre des monuments historiques. Aussi, l'hôtel Favier du Noyer, probablement daté du XVIe siècle, a sa façade principale et sa tourelle centrale tournées à l'opposé de la place Saint-Léger, mais son accès s'y effectue depuis la place au travers d'une des multiples allées. L'hôtel Salteur de la Serraz, dont la façade date du XVIIIe siècle mais avec une cour Est plus ancienne, compte pour sa part plusieurs loggias et un escalier à vis. D'autres hôtels particuliers proches existent mais ne sont pas reliés directement à la place, tels l'hôtel de Mérande ou l'hôtel Lambert de la Croix.
Parmi les monuments peut également être citée la porte de Celse Morin. Placée au XVIe siècle, celle-ci comporte divers reliefs, parmi lesquels des hémisphères sur sa partie supérieure. Elle permet aujourd'hui une liaison piétonne entre les allées de Boigne et Henry Planche, au sud-ouest de la place.
La place Saint-Léger comporte également deux fontaines. La plus importante se situe face à l'hôtel du Bourget et représente des marmousets, comme à d'autres endroits de la ville. La seconde, plus simple, se trouve face à la rue Basse-du-Château à proximité de la rue de Boigne. Enfin, à l'angle de la rue Porte-Reine se trouve un beffroi contenant une horloge, œuvre de l’architecte Victor Dénarié et du sculpteur Jean Carle, issue de la reconstruction du secteur après l'incendie d'août 1897.